# Leônidas da Silva
Leônidas da Silva (Rio de Janeiro, 6 de setembro de 1913 — Cotia, 24 de janeiro de 2004) foi um futebolista brasileiro que atuou como atacante. Conhecido também como "Diamante Negro" ou "Homem-Borracha", é considerado um dos mais importantes atacantes do futebol brasileiro na primeira metade do século XX.
Ficou notabilizado por popularizar o lance identificado como "bicicleta" no futebol, embora não tenha sido o seu inventor: foi por muito tempo creditado erroneamente por historiadores e jornalistas esportivos brasileiros, mas ele próprio admitiu antes de morrer que já se fazia o movimento, cuja primeira execução deu-se em 1914 pelo jogador espanhol naturalizado chileno Ramón Unzaga, e que ainda hoje é conhecido em países de língua espanhola como "chilena".
Começou a jogar ainda muito novo pelo São Cristóvão, clube do seu bairro. Na década de 1930, profissionalizou-se pelo Bonsucesso e teve passagens de destaque pelo Vasco da Gama, Botafogo e Flamengo; nos três times conquistou títulos cariocas. Defendeu ainda o São Paulo, onde seria campeão paulista em cinco ocasiões. Já pela Seleção Brasileira, atuou nas Copas do Mundo de 1934 e 1938, tendo marcado nove gols na história do torneio. É um dos maiores artilheiros da história da Seleção "Canarinho", com 38 gols em 38 partidas disputadas.
Marcou 152 gols pelo Flamengo e 144 pelo São Paulo, além de 22 tentos em 38 jogos pelo Botafogo e gols por outros clubes e pelas Seleções Carioca, Paulista e Brasileira, totalizando 432 gols como profissional, desde 1929.
Em 2020, em um ranking elaborado por especialistas dos jornais O Globo e Extra, figurou na 8ª posição entre os maiores ídolos de futebol da história do Flamengo.
Após deixar os gramados, em 1950, continuou no mundo do futebol, em princípio como treinador, depois como comentarista esportivo.

## Biografia

### Primeiros anos
Nascido em São Cristóvão, era filho de Manoel Nunes da Silva e Maria da Silva. Era um menino simples de São Cristóvão, bairro da zona residencial e comercial do Rio de Janeiro, onde sua mãe vivia na casa dos pais adotivos, torcedor do Fluminense, encantado que ficara com o time tricampeão carioca de 1917-18-19.
Embora tenha concluído os estudos primários e o colegial em escolas daquele bairro, Leônidas queria dedicar-se ao futebol. Ainda bem jovem, começou a praticar o esporte, então amador no Brasil, nas peladas na Ponte dos Marinheiros.
Já aos 13 anos, destacava-se com juvenil do São Cristóvão. Nos idos de 1926, ele também passou a defender outros clubes do bairro, como o Havanesa, depois o Barroso e o Sul-Americano, a fim de ganhar algum dinheiro. Em 1929, jogou pelo Syrio e Libanez.

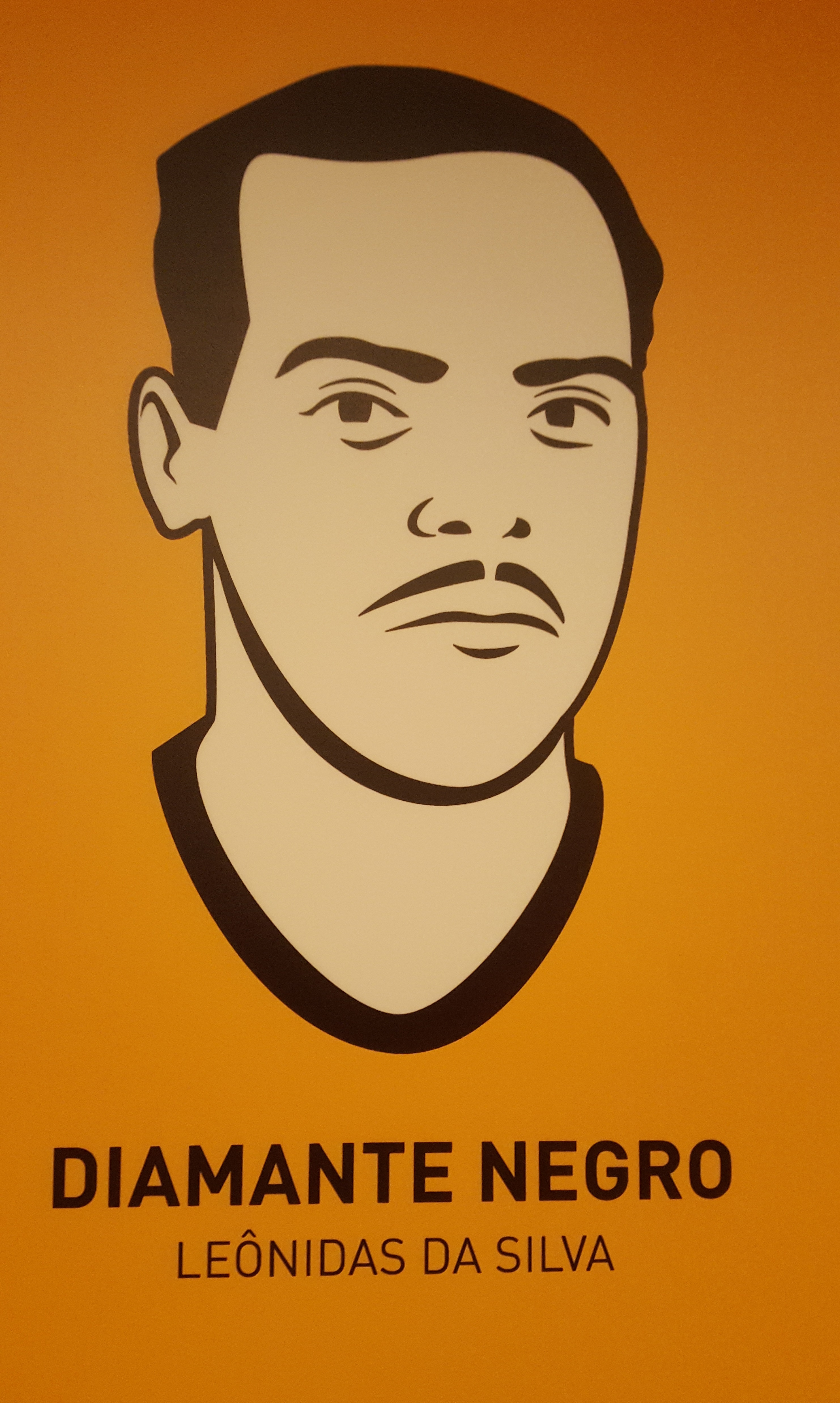
Detalhe do painel que trata do apelido de jogadores de futebol famosos, no Museu do Futebol de São Paulo

### Nos clubes
Em 1930, Leônidas transferiu-se para o Bonsucesso, onde se profissionalizou ao assinar seu primeiro contrato, pelo qual receberia quatrocentos mil réis por mês. No Bonsucesso, Leônidas também jogou basquete, tendo conquistado campeonato desta modalidade esportiva.
Um ano depois, já era destaque no futebol carioca, tendo sido convocado para atuar na Seleção Carioca em amistoso contra o Ferencváros, então campeão húngaro, onde marcou um tento na partida. Ainda em 1931, conquistou o Campeonato Brasileiro de Seleções Estaduais.
Ainda em 1934, transferiu-se para o Peñarol, onde não pôde brilhar por causa de uma contusão no joelho. Retornou ao Rio de Janeiro para jogar pelo Vasco da Gama, o qual jogou uma temporada e ajudou o clube a ganhar o Campeonato Carioca de 1934.
No ano seguinte, mudou novamente de clube, indo atuar no Botafogo, onde conquistou o Carioca daquela temporada. Em 1936, transferiu-se para o Flamengo, onde atuou até 1942, sagrando-se campeão carioca em 1939, encerrando um jejum de 12 anos do time rubro-negro. Essa transferência seria lembrada pelo dirigente botafoguense Carlito Rocha, mais de trinta anos depois: "O Leônidas deu uma entrevista no Rio Grande do Sul, afirmando que era Flamengo de coração. Quando voltou, confirmou-me as declarações. Mandei-o embora imediatamente e fixei o preço do passe em cinco contos [de réis], que era o quanto ele devia à tesouraria do clube. No dia seguinte, o Flávio Costa foi lá no clube e levou o Leônidas para o Flamengo. Eu não podia admitir no Botafogo um atleta que dizia, publicamente, que por baixo da camisa alvinegra, pulsava um coração rubro-negro. Não podia.
O clima no Flamengo foi se deteriorando, entretanto. No início de 1941, recusou-se a participar de uma excursão à Argentina por estar lesionado, somado às constantes participações em propagandas, o que levou a problemas com os dirigentes. No meio disso, foi preso pelo Exército por utilizar um atestado de reservista falso para conseguir um emprego público, encerrando sua passagem pelo Flamengo.
Em 1942, Leônidas transferiu-se para o São Paulo. Sua estreia bateu o recorde de público do Estádio do Pacaembu, com mais de 70 mil torcedores presentes. Foi um dos maiores ídolos da história do clube, tendo sido campeão paulista em 1943, 1945, 1946, 1948 e 1949. No ano seguinte, o Homem-Borracha aposentou-se do futebol, aos 37 anos.

### Na Seleção Brasileira
Aproveitando uma contusão do famoso atacante Nilo, Leônidas ganhou uma oportunidade na Seleção Brasileira em 4 de dezembro de 1932, que enfrentaria o Uruguai no Estádio Centenario, pela Copa Rio Branco. O jogador foi convocado jogando pelo Bonsucesso, juntamente com o seu companheiro de ataque Gradim. O Brasil venceu com dois gols do jovem Leônidas. Em 1934, foi um dos convocados para a Copa do Mundo realizada na Itália, tendo marcado o único gol da única partida da Seleção Brasileira na competição.
Ainda no final da década de 1930, Leônidas foi o maior destaque da Seleção Brasileira na Copa do Mundo FIFA de 1938, tendo sido o artilheiro da competição, com sete gols e distribuiu três assistências em quatro jogos. O Brasil conseguiu a sua melhor participação em Mundiais até então, ficando com a terceira colocação. Posteriormente, o Diamante Negro foi escolhido o melhor jogador daquela Copa.
Como não ocorreram edições da Copa do Mundo FIFA nos anos 40, o principal torneio oficial que a seleção brasileira disputou foram os sul-americanos. O Brasil não se inscreveu para participar das edições de 1939, 1941 e 1947. Devido aos problemas legais, por utilizar um atestado de reservista falso, Leônidas não pôde representar o Brasil no Campeonato Sul-Americano de Futebol de 1942. Leônidas se apresentou com atraso de dois dias e foi cortado da seleção brasileira que disputou o Campeonato Sul-Americano de Futebol de 1945. No Campeonato Sul-Americano de Futebol de 1946 teve uma distensão muscular, embora não tenha sido cortado, atuou em apenas um jogo. No Campeonato Sul-Americano de Futebol de 1949 apresentou-se em "estado físico lastimável" segundo o Mundo Esportivo e foi cortado. Conforme declarou Leônidas: "Tenho uma pouca sorte incrível - azar, é esse o termo - com os torneios sul-americanos". No Campeonato Sul-Americano de Veteranos de 1953 finalmente conquistou um torneio sul-americano, organizado pela Federação Paulista de Futebol e Confederação Brasileira de Desportos.
Foi artilheiro da Copa Roca de 1939 e peça importante na Copa Roca de 1945, com atuações elogiadas na crônica esportiva, e participou da jogada dos dois últimos gols do Brasil no jogo de desempate. De acordo com Mário Filho, a Copa Roca de 1945 foi uma das grandes vitórias do futebol brasileiro. 

### Após a carreira de futebolista
Depois de abandonar os gramados, em 1951, ainda continuou ligado ao esporte. Foi técnico do São Paulo em 1951 e entre 1954 e 1955. De temperamento forte, brigou publicamente com alguns jogadores, chamando Artêmio Sarcinelli de "bonde" e Bauer de "jogador acabado". Sua saída foi tratada pelo Mundo Esportivo como uma "vitória dos jogadores".
Logo depois virou comentarista esportivo, sendo considerado por muitos um comentarista direto, duro e polêmico. Chegou a ganhar sete Troféus Roquette Pinto.
Teve uma participação especial no filme brasileiro Susana e o Presidente, de 1951.
Sua carreira de radialista teve que ser interrompida em 1974 por conta da doença de Alzheimer. Durante dez anos ele viveu em uma casa para tratamento de idosos em São Paulo até falecer, em 24 de janeiro de 2004, por causa de complicações relacionadas à doença. Foi enterrado no Cemitério da Paz, em São Paulo.

## A "bicicleta"
Leônidas recebeu de historiadores e jornalistas esportivos brasileiros o crédito por ter inventado a "bicicleta". Ele mesmo se autoproclamava o inventor da plástica jogada, porém, antes de morrer, admitiu que já se fazia o movimento, cuja primeira execução deu-se em 1914 pelo jogador espanhol naturalizado chileno Ramón Unzaga, e que ainda hoje é conhecido em países de língua espanhola como "chilena".
A primeira vez que Leônidas executou essa jogada foi em 24 de abril de 1932, em uma partida entre Bonsucesso e Carioca, numa goleada do Bonsucesso por 5 a 2. Já pelo Flamengo, realizou a jogada em três oportunidades, em 1938 na vitória por 3 a 1 sobre o América, em 1939 na vitória de 3 a 0 sobre o Vasco e finalmente em 1939, realizou a jogada em partida disputada contra o Independiente, da Argentina, que ficou muito famosa na época. 
Pelo São Paulo realizou a jogada em cinco oportunidades, a primeira em 14 de junho de 1942, contra o Palestra Itália, na derrota por 2 a 1. Em 1944 em uma amistoso contra o Ypiranga na vitória por 3 a 1, em 1946 na vitória de 4 a 2 sobre o Comercial e a mais famosa de todas, em 13 de novembro de 1948, contra o Juventus-SP, na goleada por 8 a 0. Realiza a jogada pela última vez em 1949 na goleada de 7 a 2 sobre o Comercial.
No filme de 1951, Suzana e o Presidente, Leônidas encena algumas jogadas, inclusive a bicicleta.

## Centenário
Na semana em que se completaria 100 anos de seu nascimento, Leônidas foi homenageado por duas equipes pelas quais jogou. Pela Série A o Flamengo, diante do Vitória, utilizou uma camisa com a hashtag #Leônidas100 às costas.
Pela mesma competição o São Paulo, contra o Criciúma, concedeu a viúva Albertina Pereira dos Santos uma camisa especial e bandeja de prata sobre a data. Foi também lembrado durante o dia 6 de setembro com um Doodle do Google.

## Estatísticas[33]

### Clubes
| Ano   | Clube     | Torneio  | Edição  | Jogos | Gols | Assistências |
| ----- | --------- | -------- | ------- | ----- | ---- | ------------ |
| 1934  | Vasco     | Carioca  | 1934    | 3     | 0    | 0            |
| 1935  | Botafogo  | Carioca  | 1935    | 16    | 6    | 4            |
| 1936  | Flamengo  | Carioca  | 1936    | 15    | 14   | 3            |
| 1937  | Flamengo  | Carioca  | 1937    | 17    | 14   | 3            |
| 1938  | Flamengo  | Carioca  | 1938    | 16    | 15   | 8            |
| 1939  | Flamengo  | Carioca  | 1939    | 15    | 10   | 1            |
| 1940  | Flamengo  | Carioca  | 1940    | 24    | 30   | 7            |
| 1942  | São Paulo | Paulista | 1942    | 12    | 13   | 5            |
| 1943  | São Paulo | Paulista | 1943    | 16    | 15   | 5            |
| 1944  | São Paulo | Paulista | 1944    | 9     | 6    | 4            |
| 1945  | São Paulo | Paulista | 1945    | 19    | 16   | 7            |
| 1946  | São Paulo | Paulista | 1946    | 14    | 13   | 4            |
| 1947  | São Paulo | Paulista | 1947    | 11    | 4    | 5            |
| 1948  | São Paulo | Paulista | 1948    | 14    | 12   | 7            |
| 1949  | São Paulo | Paulista | 1949    | 22    | 13   | 11           |
| Total | Clubes    | Torneios | Edições | 223   | 181  | 74           |

| Ano  | Clube     | Torneio               | Edição                        | Jogos | Gols | Assistências |
| ---- | --------- | --------------------- | ----------------------------- | ----- | ---- | ------------ |
| 1950 | São Paulo | Torneio Rio-São Paulo | Torneio Rio-São Paulo de 1950 | 4     | 1    | 0            |

### Seleção
| Ano  | Seleção            | Torneio       | Edição | Jogos | Gols | Assistências |
| ---- | ------------------ | ------------- | ------ | ----- | ---- | ------------ |
| 1934 | Seleção Brasileira | Copa do Mundo | 1934   | 1     | 1    | 0            |
| 1938 | Seleção Brasileira | Copa do Mundo | 1938   | 4     | 7    | 3            |

### Seleção Brasileira
| Ano   | Jogos | Gols |
| ----- | ----- | ---- |
| 1932  | 1     | 2    |
| 1934  | 2     | 3    |
| 1938  | 4     | 7    |
| 1939  | 2     | 2    |
| 1940  | 6     | 6    |
| 1945  | 3     | 1    |
| 1946  | 1     | 0    |
| Total | 19    | 21   |

Expanda a caixa de informações para conferir todos os jogos deste jogador, pela sua seleção nacional.
|     | Data                    | Local                               | Resultado | Adversário           | Gol(s) | Competição           |
| --- | ----------------------- | ----------------------------------- | --------- | -------------------- | ------ | -------------------- |
| –   | 27 de novembro de 1932  | Laranjeiras, Rio de Janeiro         | 7–2       | Andarahy             | 0      | Amistoso             |
| 1.  | 4 de dezembro de 1932   | Centenário, Montevidéu              | 2–1       | Uruguai              | 2      | Copa Rio Branco 1932 |
| 2.  | 27 de maio de 1934      | Luigi Ferraris, Gênova              | 1–3       | Espanha              | 1      | Copa do Mundo 1934   |
| 3.  | 3 de junho de 1934      | Stadion SK Jugoslavija, Belgrado    | 4–8       | Iugoslávia           | 2      | Amistoso             |
| –   | 8 de junho de 1934      | Hrvatski Športski Gradanski, Zagreb | 0–0       | Građanski            | 0      | Amistoso             |
| –   | 17 de junho de 1934     | Les Corts, Barcelona                | 1–2       | Catalunha            | 0      | Amistoso             |
| –   | 24 de junho de 1934     | Vista Alegre, Girona                | 2–2       | Catalunha            | 1      | Amistoso             |
| –   | 1 de julho de 1934      | Les Corts, Barcelona                | 4–4       | Barcelona            | 1      | Amistoso             |
| –   | 15 de julho de 1934     | Alto do Lumiar, Lisboa              | 6–1       | Sporting             | 1      | Amistoso             |
| –   | 22 de julho de 1934     | Campo da Constituição, Porto        | 0–0       | Porto                | 1      | Amistoso             |
| –   | 7 de setembro de 1934   | Campo da Graça, Salvador            | 10–4      | Galícia              | 1      | Amistoso             |
| –   | 9 de setembro de 1934   | Campo da Graça, Salvador            | 5–1       | Ypiranga             | 1      | Amistoso             |
| –   | 13 de setembro de 1934  | Campo da Graça, Salvador            | 2–1       | Vitória              | 0      | Amistoso             |
| –   | 16 de setembro de 1934  | Campo da Graça, Salvador            | 8–1       | Bahia                | 4      | Amistoso             |
| –   | 20 de setembro de 1934  | Campo da Graça, Salvador            | 2–1       | Combinado 2 de Julho | 1      | Amistoso             |
| –   | 27 de setembro de 1934  | Campo da Avenida Malaquias, Recife  | 5–4       | Sport                | 1      | Amistoso             |
| –   | 30 de setembro de 1934  | Campo da Avenida Malaquias, Recife  | 3–1       | Santa Cruz           | 0      | Amistoso             |
| –   | 4 de outubro de 1934    | Campo da Avenida Malaquias, Recife  | 8–3       | Náutico              | 3      | Amistoso             |
| –   | 7 de outubro de 1934    | Campo da Avenida Malaquias, Recife  | 5–3       | Seleção Pernambucana | 1      | Amistoso             |
| –   | 10 de outubro de 1934   | Campo da Avenida Malaquias, Recife  | 2–3       | Santa Cruz           | 0      | Amistoso             |
| –   | 13 de outubro de 1934   | Campo da Graça, Salvador            | 5–1       | Bahia                | 0      | Amistoso             |
| –   | 16 de dezembro de 1934  | Parque Antártica, São Paulo         | 4–1       | Palestra Itália      | 1      | Amistoso             |
| 4.  | 5 de junho de 1938      | Stade de la Meinau, Estrasburgo     | 6–5       | Polônia              | 3      | Copa do Mundo 1938   |
| 5.  | 12 de junho de 1938     | Stade Parc Lescure, Bordeaux        | 1–1       | Tchecoslováquia      | 1      | Copa do Mundo 1938   |
| 6.  | 14 de junho de 1938     | Stade Parc Lescure, Bordeaux        | 2–1       | Tchecoslováquia      | 1      | Copa do Mundo 1938   |
| 7.  | 19 de junho de 1938     | Stade Parc Lescure, Bordeaux        | 4–2       | Suécia               | 2      | Copa do Mundo 1938   |
| 8.  | 15 de janeiro de 1939   | São Januário, Rio de Janeiro        | 1–5       | Argentina            | 1      | Copa Roca 1939       |
| 9.  | 22 de janeiro de 1939   | São Januário, Rio de Janeiro        | 3–2       | Argentina            | 1      | Copa Roca 1939       |
| 10. | 18 de fevereiro de 1940 | Parque Antártica, São Paulo         | 2–2       | Argentina            | 2      | Copa Roca 1939       |
| 11. | 25 de fevereiro de 1940 | Parque Antártica, São Paulo         | 0–3       | Argentina            | 0      | Copa Roca 1939       |
| 12. | 10 de março de 1940     | El Gasómetro, Buenos Aires          | 3–2       | Argentina            | 1      | Copa Roca 1940       |
| 13. | 17 de março de 1940     | Almirante Cordero, Avellaneda       | 1–5       | Argentina            | 1      | Copa Roca 1940       |
| 14. | 24 de março de 1940     | São Januário, Rio de Janeiro        | 3–4       | Uruguai              | 1      | Copa Rio Branco 1940 |
| 15. | 31 de março de 1940     | São Januário, Rio de Janeiro        | 1–1       | Uruguai              | 1      | Copa Rio Branco 1940 |
| 16. | 16 de dezembro de 1945  | Pacaembu, São Paulo                 | 3–4       | Argentina            | 0      | Copa Roca 1945       |
| 17. | 20 de dezembro de 1945  | São Januário, Rio de Janeiro        | 6–2       | Argentina            | 1      | Copa Roca 1945       |
| 18. | 23 de dezembro de 1945  | São Januário, Rio de Janeiro        | 3–1       | Argentina            | 0      | Copa Roca 1945       |
| 19. | 29 de janeiro de 1946   | Almirante Cordero, Avellaneda       | 1–1       | Paraguai             | 0      | Sul-Americano 1946   |

### Seleção Carioca
| Ano   | Jogos | Gols |
| ----- | ----- | ---- |
| 1931  | 5     | 7    |
| 1932  | 3     | 2    |
| 1935  | 1     | 1    |
| 1936  | 6     | 6    |
| 1937  | 1     | 1    |
| 1939  | 2     | 0    |
| 1941  | 2     | 2    |
| Total | 20    | 19   |

Expanda a caixa de informações para conferir todos os jogos deste jogador, pela sua seleção estadual.
|     | Data                    | Local                             | Resultado | Adversário           | Gol(s) | Competição                             |
| --- | ----------------------- | --------------------------------- | --------- | -------------------- | ------ | -------------------------------------- |
| 1.  | 28 de junho de 1931     | Laranjeiras, Rio de Janeiro       | 2–2       | Ferencváros          | 1      | Amistoso                               |
| 2.  | 26 de julho de 1931     | Laranjeiras, Rio de Janeiro       | 5–0       | Seleção Mineira      | 0      | Brasileirão de Seleções Estaduais 1931 |
| 3.  | 2 de agosto de 1931     | Laranjeiras, Rio de Janeiro       | 6–1       | Combinado Petrópolis | 4      | Amistoso                               |
| 4.  | 16 de agosto de 1931    | Laranjeiras, Rio de Janeiro       | 6–0       | Seleção Bahiana      | 0      | Brasileirão de Seleções Estaduais 1931 |
| 5.  | 13 de setembro de 1931  | São Januário, Rio de Janeiro      | 3–0       | Seleção Paulista     | 2      | Brasileirão de Seleções Estaduais 1931 |
| 6.  | 4 de março de 1932      | Vila Belmiro, Santos              | 2–2       | Combinado Santos     | 0      | Amistoso                               |
| 7.  | 6 de março de 1932      | Vila Belmiro, Santos              | 4–2       | Santos               | 1      | Amistoso                               |
| 8.  | 22 de junho de 1932     | Chácara da Floresta, São Paulo    | 2–1       | Seleção Paulista     | 0      | Amistoso                               |
| 9.  | 22 de dezembro de 1935  | São Januário, Rio de Janeiro      | 4–1       | Seleção Paulista     | 1      | Amistoso                               |
| 10. | 17 de maio de 1936      | São Januário, Rio de Janeiro      | 6–1       | Seleção Paraense     | 2      | Brasileirão de Seleções Estaduais 1936 |
| 11. | 21 de maio de 1936      | Figueira de Mello, Rio de Janeiro | 5–2       | Seleção Paraense     | 2      | Brasileirão de Seleções Estaduais 1936 |
| 12. | 7 de junho de 1936      | Timbaúva, Porto Alegre            | 3–3       | Seleção Gaúcha       | 0      | Brasileirão de Seleções Estaduais 1936 |
| 13. | 14 de junho de 1936     | Eucaliptos, Porto Alegre          | 2–3       | Seleção Gaúcha       | 1      | Brasileirão de Seleções Estaduais 1936 |
| 14. | 21 de junho de 1936     | Eucaliptos, Porto Alegre          | 2–2       | Seleção Gaúcha       | 0      | Brasileirão de Seleções Estaduais 1936 |
| 15. | 28 de junho de 1936     | Pelotas                           | 4–3       | Combinado Pelotas    | 1      | Amistoso                               |
| 16. | 6 de janeiro de 1937    | Campos Sales, Rio de Janeiro      | 3–5       | Fluminense           | 1      | Amistoso                               |
| 17. | 15 de fevereiro de 1939 | São Januário, Rio de Janeiro      | 0–0       | Seleção Paulista     | 0      | Brasileirão de Seleções Estaduais 1938 |
| 18. | 10 de março de 1939     | Parque Antártica, São Paulo       | 3–1       | Seleção Paulista     | 0      | Brasileirão de Seleções Estaduais 1938 |
| 19. | 15 de janeiro de 1941   | Laranjeiras, Rio de Janeiro       | 4–0       | Seleção Paulista     | 2      | Brasileirão de Seleções Estaduais 1941 |
| 20. | 20 de janeiro de 1941   | Pacaembu, São Paulo               | 2–2       | Seleção Paulista     | 0      | Brasileirão de Seleções Estaduais 1941 |

### Seleção Paulista
| Ano   | Jogos | Gols |
| ----- | ----- | ---- |
| 1942  | 2     | 2    |
| 1943  | 6     | 4    |
| 1944  | 7     | 4    |
| Total | 15    | 10   |

Expanda a caixa de informações para conferir todos os jogos deste jogador, pela sua seleção estadual.
|     | Data                   | Local                        | Resultado | Adversário        | Gol(s) | Competição                             |
| --- | ---------------------- | ---------------------------- | --------- | ----------------- | ------ | -------------------------------------- |
| 1.  | 25 de outubro de 1942  | Pacaembu, São Paulo          | 4–1       | Combinado Platino | 2      | Amistoso                               |
| 2.  | 10 de dezembro de 1942 | São Januário, Rio de Janeiro | 0–1       | Seleção Paulista  | 0      | Brasileirão de Seleções Estaduais 1942 |
| 3.  | 5 de dezembro de 1943  | Pacaembu, São Paulo          | 5–3       | Seleção Gaúcha    | 0      | Brasileirão de Seleções Estaduais 1943 |
| 4.  | 8 de dezembro de 1943  | Pacaembu, São Paulo          | 5–0       | Seleção Gaúcha    | 1      | Brasileirão de Seleções Estaduais 1943 |
| 5.  | 12 de dezembro de 1943 | Pacaembu, São Paulo          | 3–1       | Distrito Federal  | 1      | Brasileirão de Seleções Estaduais 1943 |
| 6.  | 15 de dezembro de 1943 | Pacaembu, São Paulo          | 3–2       | Distrito Federal  | 0      | Brasileirão de Seleções Estaduais 1943 |
| 7.  | 23 de dezembro de 1943 | São Januário, Rio de Janeiro | 1–6       | Distrito Federal  | 1      | Brasileirão de Seleções Estaduais 1943 |
| 8.  | 30 de dezembro de 1943 | São Januário, Rio de Janeiro | 1–2       | Distrito Federal  | 1      | Brasileirão de Seleções Estaduais 1943 |
| 9.  | 19 de novembro de 1944 | Laranjeiras, Rio de Janeiro  | 1–2       | Seleção Gaúcha    | 0      | Brasileirão de Seleções Estaduais 1944 |
| 10. | 26 de novembro de 1944 | Pacaembu, São Paulo          | 8–0       | Seleção Gaúcha    | 2      | Brasileirão de Seleções Estaduais 1944 |
| 11. | 3 de dezembro de 1944  | São Januário, Rio de Janeiro | 1–1       | Distrito Federal  | 0      | Brasileirão de Seleções Estaduais 1944 |
| 12. | 6 de dezembro de 1944  | São Januário, Rio de Janeiro | 1–3       | Distrito Federal  | 0      | Brasileirão de Seleções Estaduais 1944 |
| 13. | 10 de dezembro de 1944 | Pacaembu, São Paulo          | 2–1       | Distrito Federal  | 0      | Brasileirão de Seleções Estaduais 1944 |
| 15. | 17 de dezembro de 1944 | São Januário, Rio de Janeiro | 1–3       | Distrito Federal  | 1      | Brasileirão de Seleções Estaduais 1944 |

## Títulos
Vasco da Gama
- Campeonato Carioca: 1934

Botafogo
- Campeonato Carioca: 1935

Flamengo
- Campeonato Carioca: 1939
- Torneio Rio-São Paulo: 1940

São Paulo
- Taça Cidade de São Paulo: 1944
- Taça dos Invictos: 1946

- Taça dos Campeões Estaduais Rio-São Paulo: 1943, 1945, 1946 e 1948
- Campeonato Paulista: 1943, 1945, 1946[15], 1948[16] e 1949

Seleção Carioca
- Campeonato Brasileiro de Seleções Estaduais: 1931, 1938 e 1940

Seleção Brasileira
- Copa Rio Branco: 1932
- Copa Roca: 1945

Seleção Paulista
- Campeonato Brasileiro de Seleções Estaduais: 1942

### Prêmios individuais
- Chuteira de Ouro da Copa do Mundo FIFA: 1938[34]
- Melhor Jogador da Copa do Mundo FIFA: 1938
- Seleção da Copa do Mundo FIFA: 1938
- Seleção de Todos os Tempos do Flamengo: 2017[35]
- Seleção de Todos os Tempos do Brasil pela IFFHS (Time C): 2021[36]
- Seleção de Todos os Tempos do São Paulo: 2022[37]

### Condecorações
- Oficial da Ordem de Rio Branco (José Sarney; mérito desportivo): 1987[38]
- Grã-Cruz da Ordem do Ipiranga (Laudo Natel): 1975

### Artilharias
- Campeonato Carioca de 1938 (16 gols)
- Campeonato Carioca de 1940 (30 gols)
- Copa Roca de 1939 (4 gols)
- Copa do mundo FIFA 1938 (7 gols)